# Synagoge (Le Raincy)

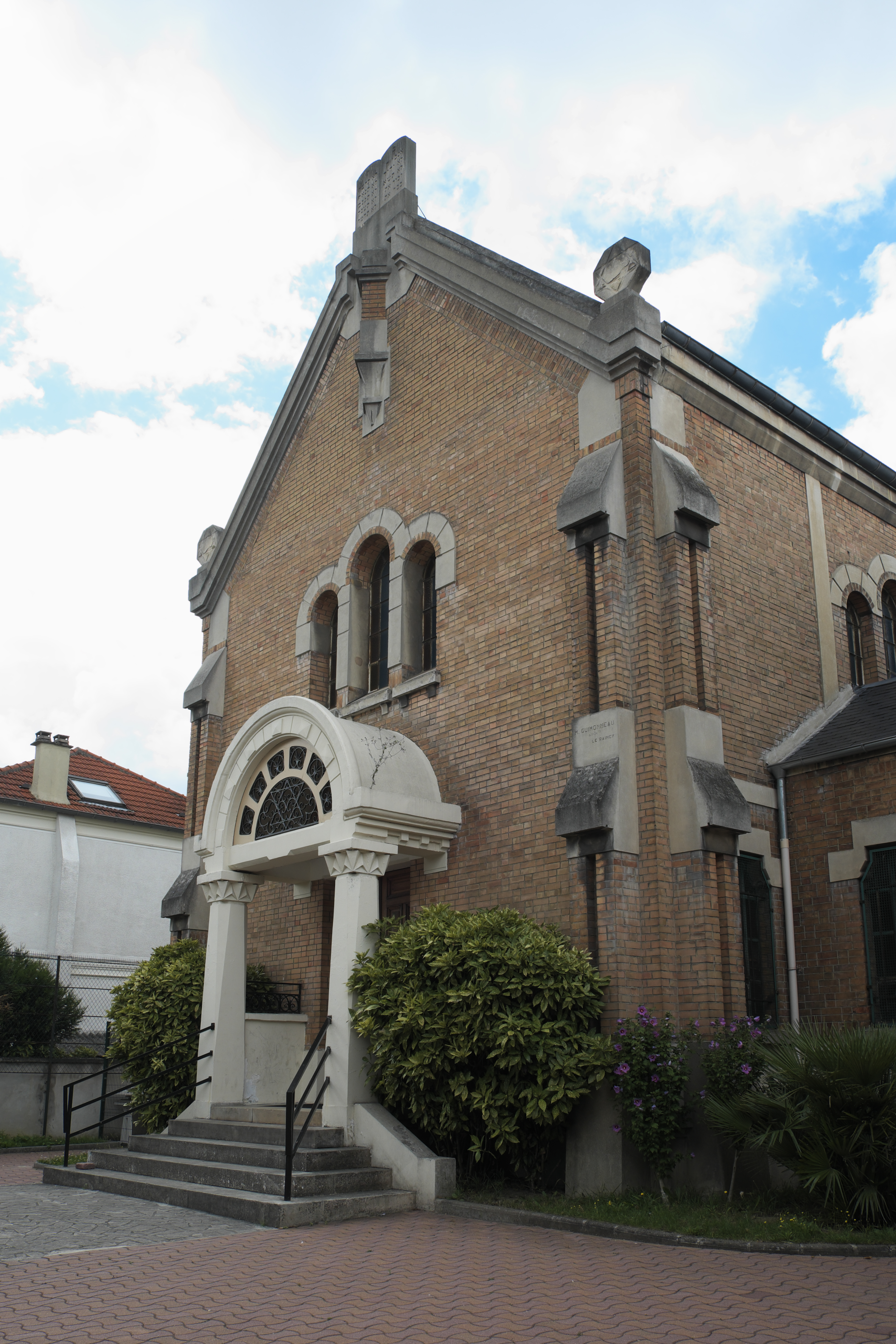
Synagoge in Le Raincy

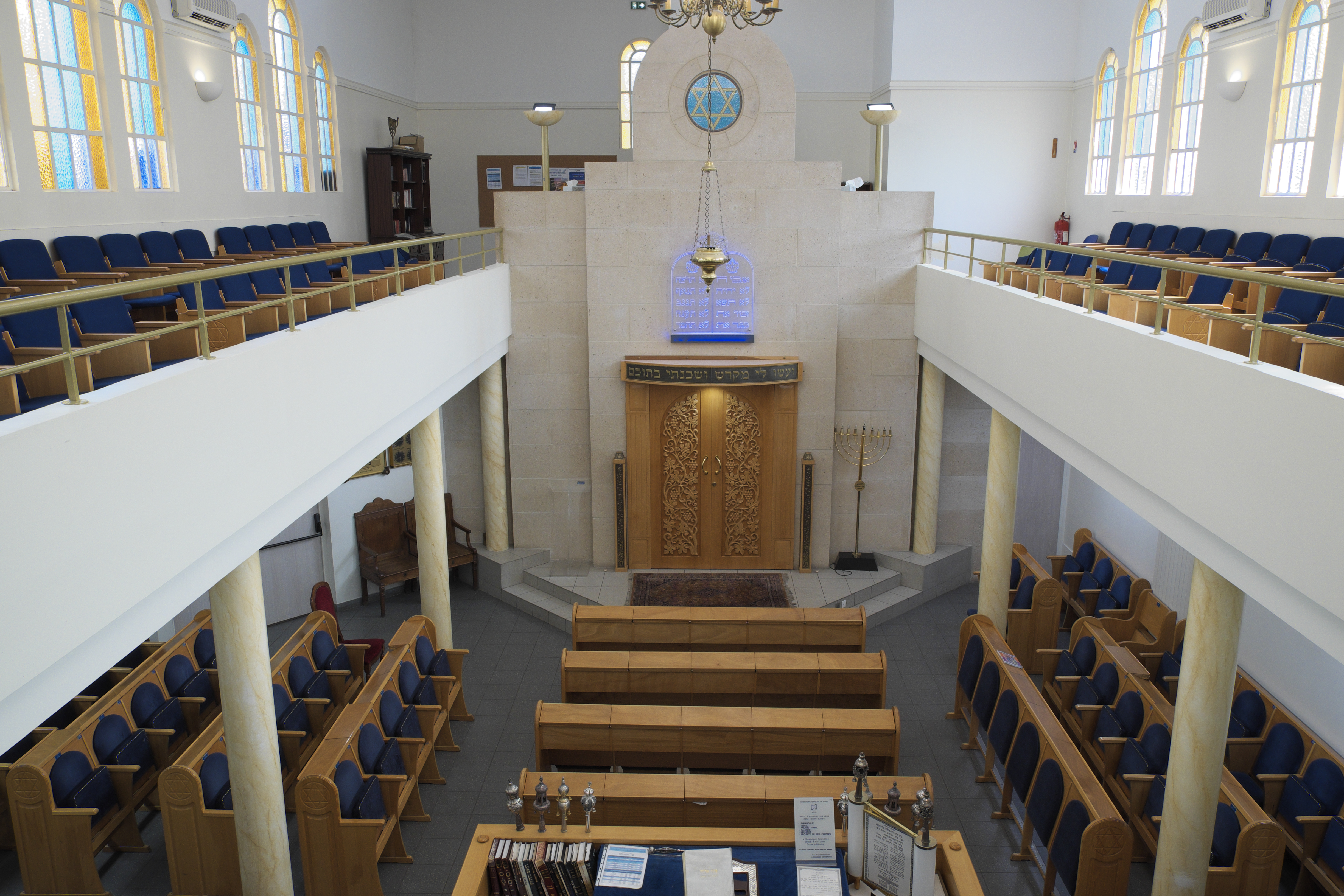
Innenansicht mit Blick zum Thoraschrein

Die Synagoge in Le Raincy, einer französischen Gemeinde im Département Seine-Saint-Denis in der Region Île-de-France, wurde 1930/31 errichtet. Die Synagoge steht an der Allée Chatrian Nr. 19.

## Geschichte
Die jüdische Gemeinde in Le Raincy wurde 1926 gegründet. Ab 1929 trat diese in Verhandlung mit dem Consistoire central israélite in Paris, um den Bau einer Synagoge gemeinsam zu planen. Der Bau wurde 1930 begonnen und die feierliche Einweihung fand am 6. September 1931 statt.

## Architektur
Die Synagoge wurde nach Plänen des Architekten Henri Guimonneau aus Le Raincy erbaut, der hier und in den Nachbargemeinden viele Villen errichtete. Die 15,50 Meter lange und 8,90 Meter breite Synagoge besitzt lediglich an der Straßenseite Schmuckelemente. Die Fassade der Synagoge wird von den Gesetzestafeln bekrönt und an beiden Seiten sind Akroterien angebracht. Über eine Freitreppe erreicht man das überdachte Portal, über dem sich ein rundbogiges Dreifachfenster befindet. 
Nach dem Eingang führt eine Treppe zur dreiseitigen Frauenempore. An der Ostseite befindet sich der Thoraschrein. Die Bima in der Mitte des Gebetssaals zeigt, dass nach dem Zweiten Weltkrieg bei der Neugründung eine sephardische Gemeinde entstand. In den Jahren 1995/96 fand ein kompletter Umbau der Inneneinrichtung und die Renovierung des Gebäudes statt.
In den 1970er Jahren wurde an die Westseite der Synagoge ein Gemeindesaal angebaut, der auch als Gebetssaal (mit Thoraschrein) genutzt werden kann.